# Francisco Guzmán Ortiz
Francisco Guzmán Ortiz (Ciudad de México, 15 de abril de 1980) es un economista y político mexicano, miembro del Partido Revolucionario Institucional. Fue Jefe de la Oficina de la Presidencia de la República durante el gobierno de Enrique Peña Nieto entre 2016 y 2018.

## Trayectoria
Licenciado en Economía por el Centro de Investigación y Docencia Económicas (CIDE). Estudios de Maestría en Gerencia Política por la Universidad George Washington. En 2004 fue secretario Técnico del Grupo Parlamentario del PRI en la LV Legislatura del Congreso del Estado de México. Del 2005 al 2006 fungió como Coordinador de Proyectos Especiales en el Estado de México. En el periodo 2006-2011 se desempeñó como Coordinador de Información y Estrategia de Peña Nieto durante su administración en el Estado de México. Asesoró el discurso de Enrique Peña Nieto durante la campaña presidencial. Fue consejero político nacional del Partido Revolucionario Institucional en 2006. Fue Coordinador de Asesores del Presidente de México entre 2012 y 2016.